# 德意志克罗伊茨
德意志克罗伊茨是奥地利布尔根兰州上普伦多夫县的一个市镇。总面积34.1平方公里，总人口3221人，人口密度94.5人/平方公里（2001年）。